# Jerzy Welcz
Jerzy Welcz (ur. 3 września 1935 w Biłgoraju) – polski trener siatkówki, m.in. asystent Huberta Wagnera w reprezentacji Polski seniorów, która w 1976 zdobyła złoty medal olimpijski, następnie I trener reprezentacji Polski seniorów, zdobywca wicemistrzostwa Europy (1977), także trener męskiej reprezentacji Grecji oraz męskiej i żeńskiej drużyny Panathinaikosu Ateny.

## Życiorys
Jest synem Bolesława Welcza (ur. 1905) i Heleny Welcz, z d. Kucharskiej (ur. 1910). Jego ojciec pracował jako księgowy, matka jako kancelistka. Ma dwóch braci: Witolda (1931-2006) i Andrzeja (ur. 1948).
W 1953 ukończył Liceum Ogólnokształcące im. Jana Zamoyskiego w Lublinie. Jako uczeń trenował siatkówkę w Terenowym Kole Sportowym Spójnia. W latach 1953–1957 studiował w Akademii Wychowania Fizycznego w Warszawie. W czasie studiów kontynuował grę w siatkówkę. Jego zespół przekształcił się w TKS Sparta Lublin, a następnie w 1955 w TKS Sparta-Lublinianka. W 1955 zdobył ze swoim zespołem Puchar GKKF dla klasy A (II poziom rozgrywek) i awansował do I ligi (drużyna wycofała się z rozgrywek po I rundzie). W 1957 uzyskał uprawnienia trenera siatkówki II klasy, w 1962 obronił pracę magisterską Wpływ gimnastyki porannej na wybrane wskaźniki rozwoju fizycznego młodzieży szkół rolniczych w Dobryszycach i Bujnach w województwie łódzkim, w 1970 uzyskał uprawnienia trenera siatkówki I klasy.
Po ukończeniu studiów w 1957 pracował jako trener w AZS Lublin, a także jako nauczyciel W-f w Szkole Podstawowej nr 11 (1958-1961) i Technikum Kolejowym w Lublinie (1961-1963). Występował w dalszym ciągu w Lubliniance w rozgrywkach II ligi i w 1958 awansował z nią do I ligi. Od listopada 1962 do marca 1988 był zatrudniony w Studium WF i Sportu na Uniwersytecie Marii Curie-Skłodkowskiej w Lublinie. Męska drużyna UMCS zdobyła w latach 1965-1975 cztery tytuły akademickiego mistrzostwa Polski, pięciokrotnie wygrała mistrzostwa uniwersytetów. Pracę na UMCS łączył z trenowaniem AZS Lublin. Z tą drużyną awansował w 1960 do II ligi, w 1964 do I ligi (zespół zajął jednak w rozgrywkach I ligi ostatnie miejsce i spadł w 1965 do II ligi). Z juniorską drużyną AZS wygrał w 1967 Spartakiadę Miejską, a na spartakiadach ogólnopolskich zdobył dwa srebrne i brązowy medal, w 1976 sięgnął także po juniorskie mistrzostwo Polski. Seniorski zespół MKS AZS wprowadził w 1970 do II ligi i w sezonie 1970/1971 zajął z nią w tych rozgrywkach 5. miejsce. W 1975 zdobył też srebrny medal ogólnopolskiej spartakiady z reprezentacją Lubelszczyzny.
Od 1972 prowadził razem z Kazimierzem Wójtowiczem Avię Świdnik i awansował z nią w 1972 do II ligi, w 1974 do I ligi. Pod koniec 1974 został członkiem sztabu trenerskiego juniorskiej reprezentacji Polski trenowanej przez Leonarda Tietiańca, która w 1975 zdobyła brązowy medal mistrzostw Europy. We wrześniu 1975 został asystentem Huberta Wagnera w reprezentacji Polski seniorów. W tym charakterze uczestniczył w zdobyciu złotego medalu olimpijskiego w 1976, a także wicemistrzostwa Europy w 1975.
Po Igrzyskach Olimpijskich w Montrealu, w listopadzie 1976 został I trenerem reprezentacji Polski, w 1977 wywalczył z nią wicemistrzostwo Europy i zajął 4. miejsce w zawodach o Puchar Świata, w 1978 zajął ósme miejsce na mistrzostwach świata. Odszedł z funkcji trenera w listopadzie 1978. 1 marca 1979 objął reprezentację Grecji seniorów. Zdobył z nią srebrny medal na Igrzyskach Śródziemnomorskich w 1979 i brązowy medal na tej samej imprezie w 1983. Na mistrzostwach Europy w 1979 zajął z drużyną 12. miejsce, na mistrzostwach Europy w 1983 - 9. miejsce. W 1980, 1981 i 1982 wygrał też zawody o Spring Cup (Puchar Europy Zachodniej), w 1980 zwyciężył w mistrzostwach krajów bałkańskich (Bałkaniadzie), a także zdobył srebrny (19812 i brązowy (1983) medal tej ostatniej imprezy. Z funkcji trenera reprezentacji Grecji odszedł jesienią 1984.
W 1985 trenował Avię Świdnik w rozgrywkach II ligi
W sezonie 1986/1987 prowadził I-ligowy grecki zespół Messiniakos Kalamata W latach 1988–1990 trenował męską drużynę Panathinaikos VC, zdobywając z nią dwukrotnie wicemistrzostwo Grecji (1989, 1990) i zajmując 3. miejsce w Pucharze Zdobywców Pucharów w 1990. W latach 1991–1992 był trenerem żeńskiej reprezentacji Cypru, z którą zwyciężył w 1991 w igrzyskach małych państw Europy (na tej imprezie prowadził też bez sukcesu reprezentację Cypru mężczyzn. W latach 1992–1994 prowadził żeńską drużynę Panathinaikosu, zdobywając z nią mistrzostwo Grecji w 1993 i wicemistrzostwo Grecji w 1994, a także zajmując 4. miejsce w turnieju finałowym Pucharu Zdobywców Pucharów.
W 1958 poślubił Danutę Żukowską. Jego żona była akademicką mistrzynią Polski w gimnastyce (1957), w latach 1969–2001 była nauczycielem akademickim w Politechnice Lubelskiej, specjalistką rehabilitacji ruchowej. Mają dwoje dzieci: Jarosława (ur. w 1960) i Wojciecha (ur. w 1963).
W 1976 został odznaczony Złotym Krzyżem Zasługi.